# Sonia Morales
Sonia Morales ist eine peruanische Folkloresängerin, die sich vor allem dem Huayno mit Harfenbegleitung widmet. Sie wuchs in Musho (Distrikt) Musho in der Region Áncash auf und ging nach dem Ende der Grundschule in die Hauptstadt Lima. Dort wurde sie bei einem Talentwettbewerb entdeckt und zu einem Teil der Folkloregruppe „Las Chicas Mañaneras“. Als diese sich auflöst, beginnt Sonia Morales eigene Karriere, die sie zunächst vorwiegend in den ländlichen Regionen, seit 2004 in ganz Peru zur derzeit bekanntesten Huayno-Interpretin macht. Mit dutzenden Eigenkompositionen und Neuinterpretationen traditioneller Weisen geht Sonia Morales schließlich auf Tour durch mehrere Andenländer, Europa, sowie die USA.